# Onthophagus elongatus
Onthophagus elongatus là một loài bọ cánh cứng trong họ Bọ hung (Scarabaeidae).